# Philaeus daoxianensis
Philaeus daoxianensis is een spinnensoort in de taxonomische indeling van de springspinnen (Salticidae).
Het dier behoort tot het geslacht Philaeus. De wetenschappelijke naam van de soort werd voor het eerst geldig gepubliceerd in 2000 door Peng, Gong & Joo-Pil Kim.